# Mitrella ledermannii
Mitrella ledermannii är en kirimojaväxtart som beskrevs av Friedrich Ludwig Diels. Mitrella ledermannii ingår i släktet Mitrella och familjen kirimojaväxter. Inga underarter finns listade i Catalogue of Life.